# Neuromarketing
Neuromarketing é um campo de estudo recente do marketing que estuda a essência do comportamento do consumidor. Com a necessidade de obter resultados mais assertivos surge o neuromarketing, uma ciência que coloca na mesma casa, marketing, antropologia, psicologia, biologia e neurociência, para entender a raiz do comportamento do consumidor. Seus desejos, impulsos e motivações de compra, estudando diretamente as reações neurológicas. Uma resposta mais “verdadeira”, por partir da análise do cérebro reagindo aos estímulos. A pesquisa científica nessa área usa técnicas biométricas na busca de uma análise detalhada das preferências, necessidades, experiências, emoções, memórias, cuidados e percepção do consumidor, usando modernas técnicas e metodologias como eletroencefalograma (EEG) e técnicas biométricas como medição da frequência cardíaca e galvânica.
As descobertas do neuromarketing podem ser aplicadas em qualquer peça publicitária, seja em formatos digitais ou offline, com o intuito de gerar mais impacto na mente do consumidor. Por exemplo: antes de enviar um comercial ao ar, o anunciante o exibe a voluntários. A atividade cerebral é observada através do EEG ou FRM (Ressonância Magnética Funcional). Assim, é possível saber os trechos mais chamativos e o quanto os voluntários criaram memórias. Cartazes de filmes de grande orçamento de Hollywood hoje são concebidos depois de escanear o cérebro de voluntários, indicando quais deles ativam mais regiões no cérebro.
Acredita-se que 20% das multinacionais estejam fazendo, ou já tenham feito, algum estudo de neuromarketing. A Mercedes Benz ficou sabendo que as pessoas gostam de carros com cara de gente - pois, quando olhamos para a frente de um automóvel, usamos os mesmos circuitos cerebrais que processam rostos. Uma emissora de TV inglesa constatou que, por algum motivo, as propagandas veiculadas de manhã têm mais impacto sobre o cérebro.
Um dos principais fatos descoberto pelos neurologistas explica que a maior parte de todas as decisões de compra são tomadas em nível subconsciente e que, sendo assim, é importante impactar o inconsciente do consumidor com memórias, emoções e experiências positivas. Dessa forma, o consumidor se lembrará de uma marca ou de um produto de forma mais facilitada na hora de escolher qual produto adicionar ao carrinho.
Partindo desta premissa, o neuromarketing tem como objetivo:
- Entender como o consumidor toma as decisões de compra a nível neurológico;
- Entender como o cérebro do consumidor reage aos estímulos que recebe;
- Analisar estas reações e adequar a abordagem, a comunicação e a mídia para maior impacto e conversão;
- Criar um ambiente de marca onde os consumidores possam se envolver com ela em um nível multi-sensorial com profundo engajamento.

## Metodologia
Pesquisadores utilizam tecnologias de Imagem por Ressonância Magnética funcional (IRMf) para medir a quantidade de sangue oxigenado no cérebro visando identificar com precisão as variações das suas atividades. Portanto quanto mais uma determinada região do cérebro estiver trabalhando, maior será o consumo de combustível (principalmente oxigênio e glicose) e fluxo de sangue oxigenado para aquela região. O IRMf é uma versão avançada do eletroencefalograma chamada TEE, abreviatura de Topografia de Estado Estável, que rastreia ondas cerebrais rápidas em tempo real.
Esta é a maior característica do neuromarketing: a aplicação de métodos neurocientíficos para analisar e entender o comportamento humano e sua relação com mercado e marketing. O neuromarketing também pode ser utilizado para pesquisas mais amplas, que podem envolver também estudos intra e inter-organizacionais.
Apesar da técnica mais utilizada pelo neuromarketing ser o IRMf, outras tecnologias também podem ser utilizadas possibilitando uma adaptação maior de pesquisas junto com a evolução tecnológica, onde, tanto o aspecto técnico como tempo, custo e precisão do equipamento são levados em consideração:
- Eletroencefalografia (EEG)
- Eletrocardiografia (ECG)
- Eletromiografia facial
- Eye-tracking
- Pupilometria
- Tempo de reação
- Teste de economia comportamental
- Salivação

## Origem
O termo “Neuromarketing” ficou cunhado por Ale Smidts, um professor de Marketing na Erasmus University em Roterdã, Holanda. Porém foi Gerald Zaltman, médico e pesquisador da universidade norte-americana de Harvard, que teve a ideia de usar aparelhos de ressonância magnética para fins de Marketing, e não estudos médicos. Em Portugal, a área do neuromarketing foi explorada primariamente pelo professor Hugo de Almeida da Universidade de Aveiro. Posteriormente com a divulgação de uma pesquisa científica no jornal acadêmico Neuron, da Baylor College of Medicine, em Houston, Texas, Read Montague realizou um estudo que consistia na experimentação dos refrigerantes Pepsi e Coca-Cola, ganhou repercussão mundial. Os experimentadores envolvidos não sabiam qual era a marca a bebida que tomaram, e comprovou-se que as declarações verbais de preferência, identificação e respostas cerebrais não eram compatíveis.
Quando perguntados qual dos dois refrigerantes era melhor, metade respondeu Pepsi. Nesse caso, a ressonância detectou um estímulo na área do cérebro relacionada a recompensas. Já quando elas tinham conhecimento sobre a marca, esse número caiu para 25%, e áreas relativas ao poder cognitivo e à memória agora estavam sendo usadas. Isso indica que os consumidores estavam pensando na marca, em suas lembranças e impressões sobre ela. O resultado leva a crer que a preferência estava relacionada com a identificação da marca e não com o sabor.

## Aplicação
Dentre várias hipóteses, hoje os analistas de marketing esperam usar o neuromarketing para melhorar as métricas de preferência do consumidor, pois como vemos a simples resposta verbal dada à pergunta: "Você gostou deste produto?" pode nem sempre ser verdadeira devido a um viés cognitivo. Este conhecimento vai ajudar a criar produtos de marketing e serviços concebidos de forma mais eficaz e campanhas de comunicação, mais centradas nas respostas do cérebro.
O neuromarketing irá dizer às empresas como o consumidor reage, em relação à cor da embalagem, ao som da caixa quando abaladas, ao cheiro de determinados produtos entre tantas outras questões. Também tem sido utilizado para a criação de campanhas publicitárias, tanto em forma de pré-teste, que permite um melhor direcionamento da escolha do formato final de comunicação, quanto em forma de pós teste, que contribuiu para a avaliação do desempenho de campanhas que estão sendo veiculadas, assim como para a criação de aprendizados para a construção de novas campanhas.
O neuromarketing pode ser aplicado em praticamente todas as áreas do marketing, para avaliar e aprimorar os pontos de contato com o consumidor. É muito comum que as técnicas de neuromarketing sejam empregadas em pesquisas para desenvolvimento de produtos, avaliação de técnicas de trade marketing e análises e direcionamento da criação de campanhas publicitárias.
Dentro da área de comunicação, exemplos de aplicações são:
- Avaliação e aprimoramento de campanhas publicitárias
- Diagnóstico de território de marca pelo Neuromarketing
- Identificação das estratégias mais apropriadas ao contexto
- Avaliação da a influência de celebridades na comunicação
- Estratégias de captação e nutrição de leads

## Teóricos doNeuromarketingde destaque
- Martin Lindstrom
- Paco Underhill

## Teóricos de outras áreas
Diversos teóricos de outras áreas, como neurociência, psicologia, comportamento humano e economia comportamental contribuíram com achados científicos que consolidaram as bases do neuromarketing. Dentre eles, merecem destaque:
- Daniel Kahneman
- Antonio Damasio
- Geoffrey Miller
- Charles Darwin
- Richard Dawkins
- Richard Brodie
- Flávio Calazans
- V. S. Ramachandran
- Michael Solomon
- Philip Kotler